# Simone Simons

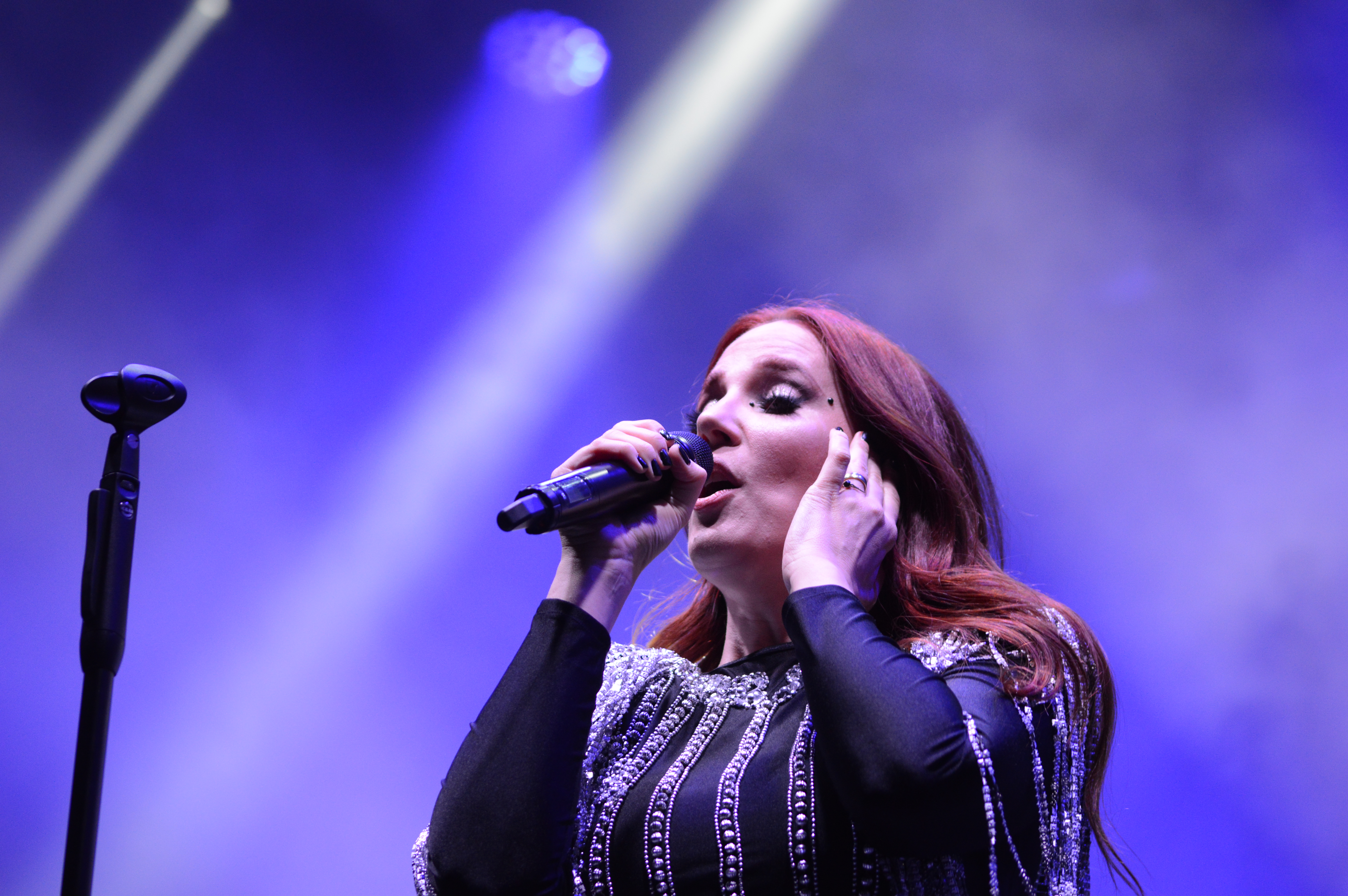
Simone Simons, 2022

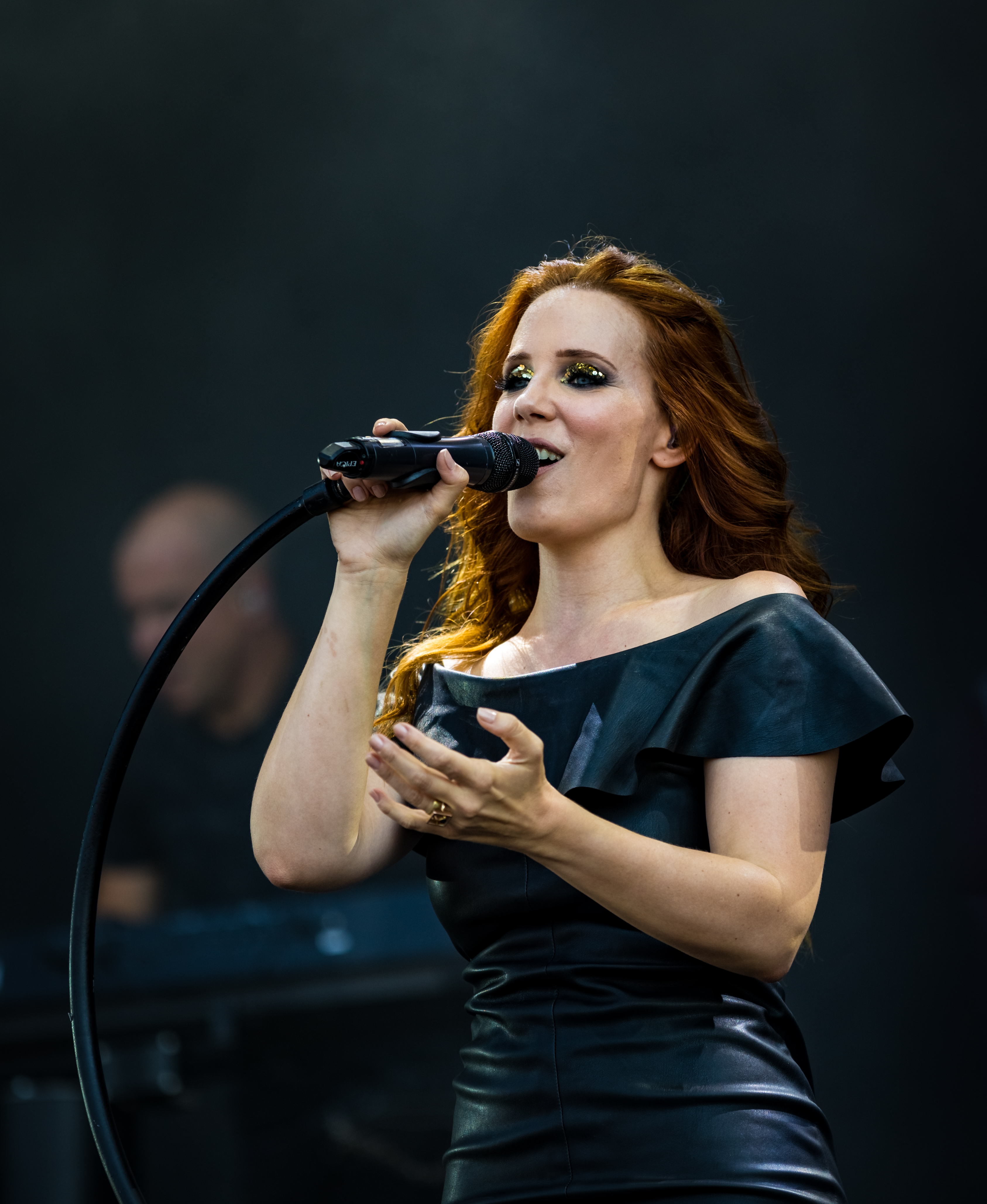
Simone Simons mit Epica live beim Wacken Open Air 2018

Simone Johanna Maria Simons (* 17. Januar 1985 in Hoensbroek) ist eine niederländische Sängerin. Bekannt wurde sie mit der niederländischen Symphonic-Metal-Band Epica. Ihre Stimmlage ist Sopran.

## Leben
Als Simons 10 Jahre alt war, bekam sie für ein Jahr Flötenunterricht, Jazz/Pop-Gesangsstunden folgten. Mit 15 Jahren wurde ihr eine CD von Nightwish empfohlen, woraufhin sie beschloss, klassischen Gesangsunterricht zu nehmen. Ende 2002 wurde sie Sängerin von Epica (damals noch unter dem Namen Sahara Dust).
Ein Markenzeichen ihrer Liveauftritte ist ein Ventilator, der vom Bühnenrand frontal auf sie gerichtet ist und Schwitzen beim Auftritt ausgleichen soll. Der aufwärts gerichtete Wind beeinflusst jedoch auch ihre Performance erheblich.
Am 10. Januar 2008 vermeldeten Epica auf ihrer Website, dass Simons an einer Infektion mit MRSA leide und deshalb die meisten anstehenden Auftritte abgesagt werden müssten. Nach einer weiteren Verschlechterung des Gesundheitszustandes beschloss die Band, bis zu ihrer vollständigen Genesung komplett auf Shows zu verzichten. Lediglich die US-Tournee Ende April/Anfang Mai 2008 wurde wie geplant durchgeführt. Als Sängerin sprang kurzfristig die langjährige Epica-Gastmusikerin Amanda Somerville ein.
Seit Mitte Mai 2008 finden die Auftritte der Band wieder mit Simone Simons statt.
Neben ihrer Tätigkeit als Sängerin widmet sie sich ihrem Blog, in dem sie über Schönheit, Mode, Essen und Fotografie schreibt, und geht der Porträtfotografie nach.
Sie und ihr langjähriger Lebensgefährte Oliver Palotai sind seit 2. Oktober 2013 Eltern eines Sohnes. Im Dezember 2013 gab sie bekannt, dass sie und Palotai geheiratet haben. Sie leben in oder bei Stuttgart.

## Musikalische Projekte
Neben Epica wirkte Simons auch bei zahlreichen anderen musikalischen Projekten mit:
- Days of Rising Doom: „Restoration“ (2003)
- Kamelot: „The Haunting“ (The Black Halo, 2005 sowie One Cold Winter’s Night, 2006)
- Kamelot: „Blücher“ und „Season’s End“ (Ghost Opera, 2007)
- Kamelot: „House on a Hill“ und „Poetry for the Poisoned Pt. II – III“ (Poetry for the Poisoned, 2010)
- Primal Fear: „Everytime It Rains“ (New Religion, 2007)
- Ayreon: „Web of Lies“ (01011001, 2008)
- Ayreon: (The Source, 2017)
- Ayreon: (Transitus, 2020)
- Xystus featuring the USConcert Orchestra: „My Song of Creation“, „Destiny Unveiled“ und „God of Symmetry“ (Equilibrio, 2008)
- Sons of Seasons: „Fallen Family“, „Fall of Byzanz“ und „Wintersmith“ (Gods of Vermin, 2009)
- Exit Eden: „Frozen“ und „Skyfall“ (Rhapsodies in Black, 2017)